# Unicast
| Types de routage |
| ---------------- |
| Anycast          |
| Broadcast        |
| Multicast        |
| Unicast          |
| Géocast          |

Illustration d'une connexion unicast : le message part d'un émetteur unique (rouge) vers un récepteur unique (vert).

Le terme unicast définit une connexion réseau point à point, c'est-à-dire d'un hôte vers un (seul) autre hôte. Elle peut également être traduite en envoi individuel ou parfois diffusion individuelle.
On entend par unicast le fait de communiquer entre deux ordinateurs identifiés chacun par une adresse réseau unique. Il y transmission point-à-point entre exactement un émetteur et un destinataire. Les paquets de données sont acheminés sur le réseau suivant l'adresse du destinataire « encapsulée » dans la trame. Normalement, seul le destinataire intercepte et décode le paquet qui lui est adressé. L’implémentation d'une communication "unicast" diffère en fonction des protocoles employés et de la topologie physique du réseau; par des politiques de routes, les trafics unicast et multicast/broadcast peuvent également être physiquement séparés.

## Réseaux IP et Ethernet
Dans le protocole IPv4, l'adresse permettant une communication unicast sont toutes les adresses autres que la première et la dernière du bloc d'adresse.
Unicast est le mode de communication lorsque l'usage de l'IP destination est unique dans le réseau (privé ou internet): que plusieurs machines ne la portent pas simultanément, et qu'on ne cherche à joindre qu'un unique destinataire. A l'inverse si plusieurs machines portent cette IP, comme c'est le cas pour les DNS racine, ou de certains résolveurs, cela relève alors de l'anycast et non de l'unicast.
- Exemple d'une adresse IP locale (privée) pouvant servir à une communication unicast en notation CIDR : 192.168.1.32/24
- Exemple d'une adresse IP Internet (publique) pouvant servir à une communication unicast dans le cas où l'opérateur l'utilisant ne l'attribue qu'a une machine : 66.102.11.99

L'adresse Ethernet dans laquelle le packet IPv4 sera encapsulé utilisera comme adresse MAC de destination l'adresse résolue par ARP au préalable. L'adresse MAC de destination aura alors son bit de poids faible du premier octet à 0, signifiant une diffusion unicast aux équipements de niveau 2. Ils ne diffuseront cette trame que sur le port physique sur lequel est connecté le destinataire, apprise par mac-learning.
La première et la dernière IPv4 d'un bloc employée sont utilisées pour une diffusion multipoint broadcast réseau. On encapsulera alors dans une trame broadcast, ayant donc ce bit de poids faible du premier octet à 1. Dans le cas d'une trame broadcastée, on emploiera traditionnellement l'adresse MAC spéciale "FF:FF:FF:FF:FF:FF". D'autres adresses spécifiques sont utilisées pour la multidiffusion.
Pour ces diffusion multipoints, on utilisera une diffusion broadcast ou multicast.